# Veberöds nya tegelbruk
Veberöds nya tegelbruk var ett tegelbruk i Veberöd/Veberöds socken. Tegelbruket var Skånes största tillverkare av taktegel. Det lades ned 1972.
AB Weberöds tegelfabrik grundades år 1898 med ett aktiekapital av 112 000 kronor. I styrelsen ingick grosshandlaren Sven Lundquist, direktören Jean Danckwardt och hotellföreståndaren H.P.J. Kramer. Tegelbruket brann ner den 8 april 1911. Det byggdes upp igen år 1913 av ett nytt aktiebolag med namnet Weberöds nya tegelbruks AB och ett aktiekapital av 75 000 kronor. Styrelsen bestod av direktör C.M. Betzholtz, godsägaren G. Jacobaeus, patronen A.S. Jacobaeus, veterinären A. Arildsson och grosshandlaren A.K.H. Hyberg. Tegelbruket tillverkade rött mur- och fasadtegel. En berömd produkt var företagets enkupiga falstaktegel typ FH med en grund kupa och DH med en djupare kupa. I en katalog från år 1936 framgår att företaget har tagit upp produktion av högporöst murtegel med densitet 1,2 och högporösa mellanväggsplattor. Ovanliga produkter var antikbehandlat taktegel, som brändes i reducerande atmosfär och som får en färg som varierar i svart, grått, gult och gulgrått liksom specialtillverkning av handslaget tegel. Företaget tillverkade håltegel med de ovanliga hålantalen av 53 och 57. År 1935 övertog bruket Veberöds gamla tegelbruk. År 1938 hade tegelbruket två ringugnar och två periodiska ugnar.  År 1939 tillverkade företaget 700 000 tvåkupiga strängtaktegel, 900 000 falstaktegel, 1,3 miljoner tegelrör, 350 000 högporösa murtegel, 1,2 miljoner fasadtegel och 3,4 miljoner murtegel.  År 1945 tillverkades 9,6 miljoner tegel, därav 2,2 miljoner taktegel av 136 arbetare. Tegelbruket var Skånes största tillverkare av taktegel, men lades ned  1972.
Veberöds gamla tegelbruk hade startats av Nils Persson omkring år 1894 och blev år 1917 ett aktiebolag AB Weberöds gamla tegelbruk med ett aktiekapital av 60 000 kronor. Styrelsen utgjordes av direktör Karsten Fredriksson, tegelmästare A.H. Persson och fabrikören Ola Larsson.